# علامة البيسو الفلبيني
علامة البيسو الفلبيني (₱) (بالإنجليزية: Philippine peso sign) هو رمز عُملة يُستخدم للبيسو الفلبيني، وهي العُملة الرسمية للفلبين، الرمز يُشبه الحرف الروماني «P» ولكن الرمز يَتضمَّن ضربتين أفقيتين، وهو يختلف كُليًا عن رمز العملة المُستخدم في البيزو في أمريكا اللاتينية وهو «$»، وتمت إضافة هذا الرمز إلى معيار الترميز الموحد في الإصدار 3.2، وإن رمز العملة الدولي مكون من ثلاثة أحرف هي PHP.

## تاريخ

رمز بيسو الفلبيني

تم تقديم علامته بموجب الأمر التنفيذي رقم 66 للحكومة الاستعمارية للولايات المتحدة في 3 أغسطس 1903. العلامة المكتوبة بالحرف اللاتيني الكبير «P» مع خطين متوازيين، تم اعتمادها من قبل جميع المسؤولين كتسمية للبيسو الفلبيني الجديد لتمييزه عن علامة $ لعملة الولايات المتحدة ودولار إسبانيا تم اختيار هذه العلامة من قبل تشارلز إدوارد ماغون، القائم بأعمال رئيس مكتب شؤون الجزر، ووافق عليها الحاكم ويليام تافت.

## أنظر أيضا
- اقتصاد الفلبين
- علامة العملة

## روابط خارجية
- العملة في الفلبين من قبل تشارلز آرثر كونانت
- علامة البيسو ₱